# The Squall
The Squall is een Amerikaanse dramafilm uit 1929 onder regie van Alexander Korda.

## Verhaal
Een Hongaars boerengezin neemt het zigeunermeisje Nubi onder zijn hoede. De beeldschone Nubi betovert al spoedig alle mannen. Haar aanwezigheid leidt tot afgunst en woede in het eens zo gelukkige gezin.

## Rolverdeling
| Acteur             | Personage  |
| ------------------ | ---------- |
| Richard Tucker     | Josef      |
| Alice Joyce        | Maria      |
| Loretta Young      | Irma       |
| Carroll Nye        | Paul       |
| Zasu Pitts         | Lena       |
| Harry Cording      | Peter      |
| George Hackathorne | Niki       |
| Marcia Harris      | Tante Anna |
| Knute Erickson     | Oom Dani   |
| Myrna Loy          | Nubi       |
| Nicholas Soussanin | El Moro    |